# سینما ونک
سینما ونک یا درایوین سینمای ونک سینمایی اتومبیل‌رو بود که در سال ۱۳۴۸ با نمایش فیلم «روس‌ها دارند می‌آیند» در تهران افتتاح شد. این سینما دومین سینمای اتومبیل‌روی تهران بعد از درایوین سینمای تهرانپارس بود.
درایوین سینمای ونک در قطعه زمینی به مساحت ۱۴ هزار متر بر جاده ونک احداث شده بود. این سینما گنجایش ۲۳۶ اتومبیل را داشت. از مشخصات این درایوین سینما وجود کانال‌های هوای گرم بود که توسط لوله‌های مخصوص قابل انتقال به تمام اتومبیل‌ها می‌رسید به‌طوری‌که در تمام اوقات سال حتی در زمستان هم امکان تماشای فیلم وجود داشت. در قسمت پشتی درایوین سینما هم یک ساختمان چند طبقه شامل رستوران، سینما، تریا و دانسینگ و بخش‌های منضم به آن‌ها از قبیل آشپزخانه ،... وجود داشت. در رستوران سینما یک دیوار شیشه‌ای قطور و وسیع امکان تماشای فیلم را در حین غذا خوردن برای تماشاگران میسر می‌ساخت. در این رستوران که تماماً با مبل‌های گران قیمت تزیین شده بود تماشاچیان می‌توانستند به وسیله گوشی‌های مخصوص و مجزا صدای فیلم را به زبان فارسی یا انگلیسی بشنوند.